# Limnephilus rubiensis
Limnephilus rubiensis là một loài Trichoptera hóa thạch trong họ Limnephilidae.